# Simó Stock
Simon Stock (Aylesford, Anglaterra, ca. 1165 - Bordeus, 1265) va ser un carmelita anglès, prior general de l'orde i venerat com a sant a l'Església Catòlica que en celebra la festa el 16 de maig. És el sant protector de l'Orde del Carme.

## Hagiografia
Hi ha poques notícies de la seva vida, basant-se en bona part en tradicions i llegendes. Segons aquestes, als dotze anys deixà la casa pairal i es feu eremita, vivint sota una alzina (i d'aquí el malnom Stock, que deriva de l'anglès antic i vol dir «tronc d'arbre»). Va predicar arreu del país i, després de pelegrinar a Terra Santa, va decidir entrar a l'Orde del Carme. Va estudiar a Roma i fou ordenat sacerdot.
Al voltant de 1247 (ja tenia 82 anys) va ser elegit com a sisè prior general de l'orde, la regla de la qual va reformar, convertint-la en orde mendicant (abans era eremítica) i afavorint-ne la difusió en Anglaterra i tot Europa. En aquesta etapa es van fundar, entre d'altres, les cases carmelites de Cambridge (1248), Oxford (1253), París i Bolonya (1260).
La nova regla va ser aprovada per Innocenci IV, que el 1251 va garantir a l'orde la protecció particular per part de la Santa Seu.

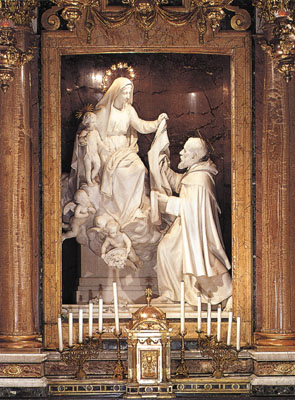
Escultura d'Alfonso Balzico (s. XIX) a Santa Maria della Vittoria (Roma)
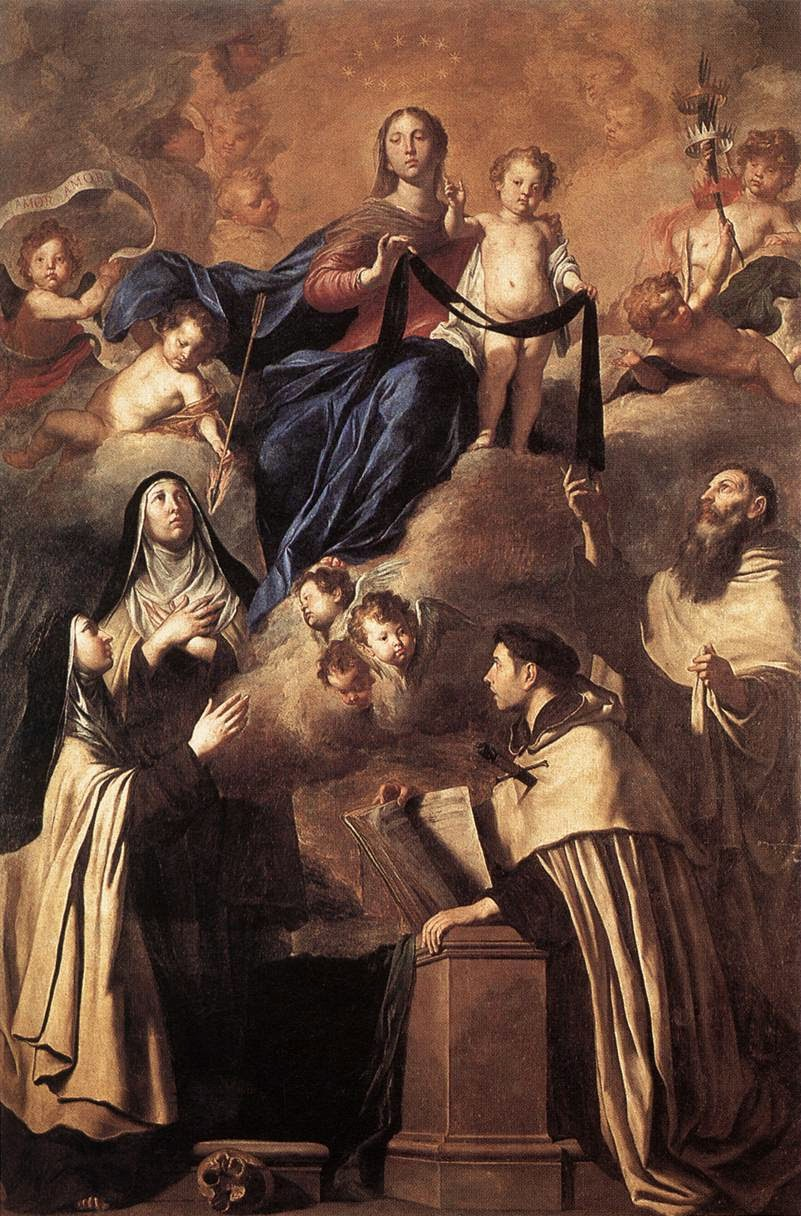
Mare de Déu del Carme i sants carmelites per Pietro Novelli, 1641 (Museo Diocesano, Palermo); Simó Stock és dret, a la dreta.
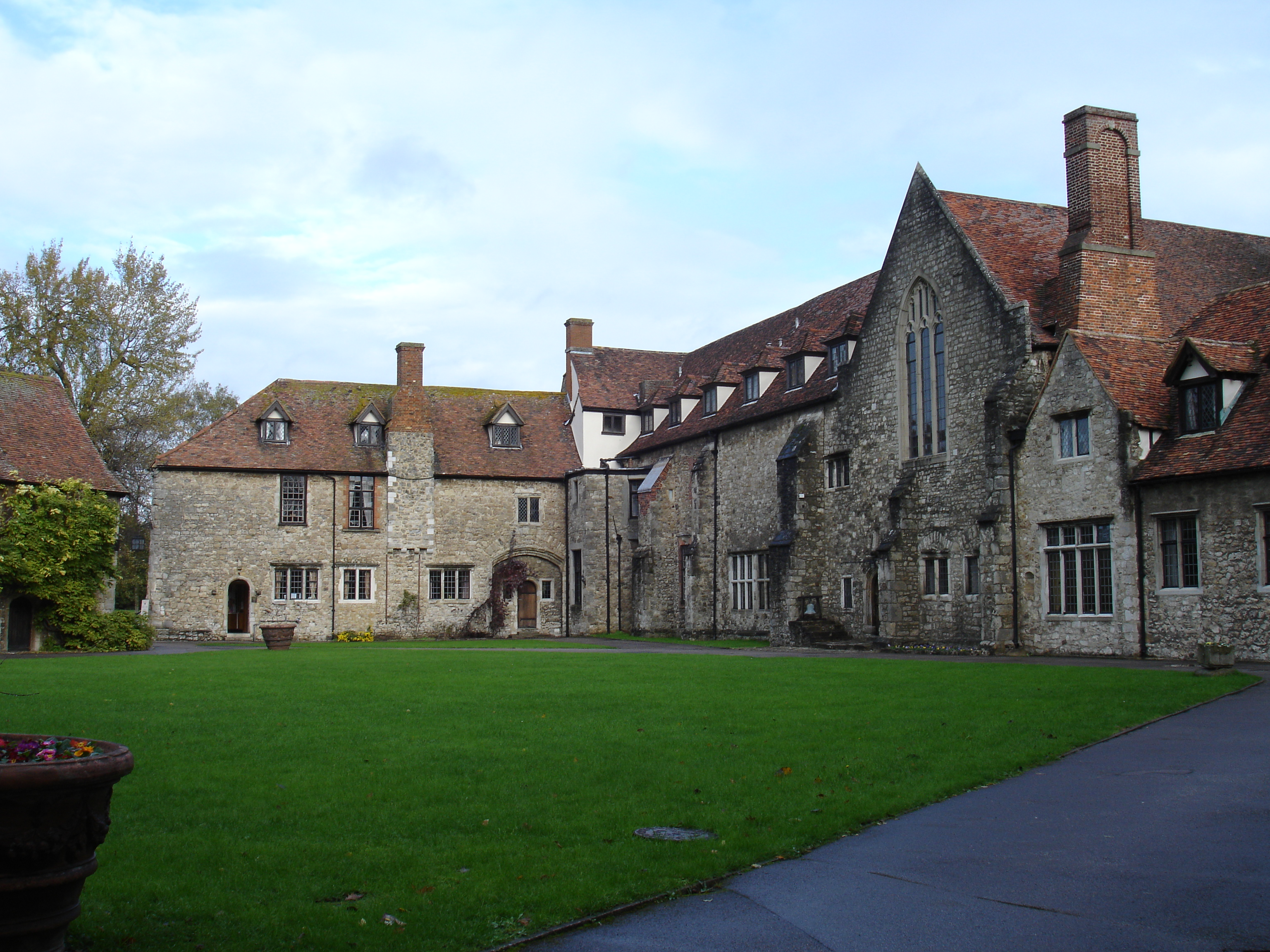
Priorat d'Aylesford (Kent)
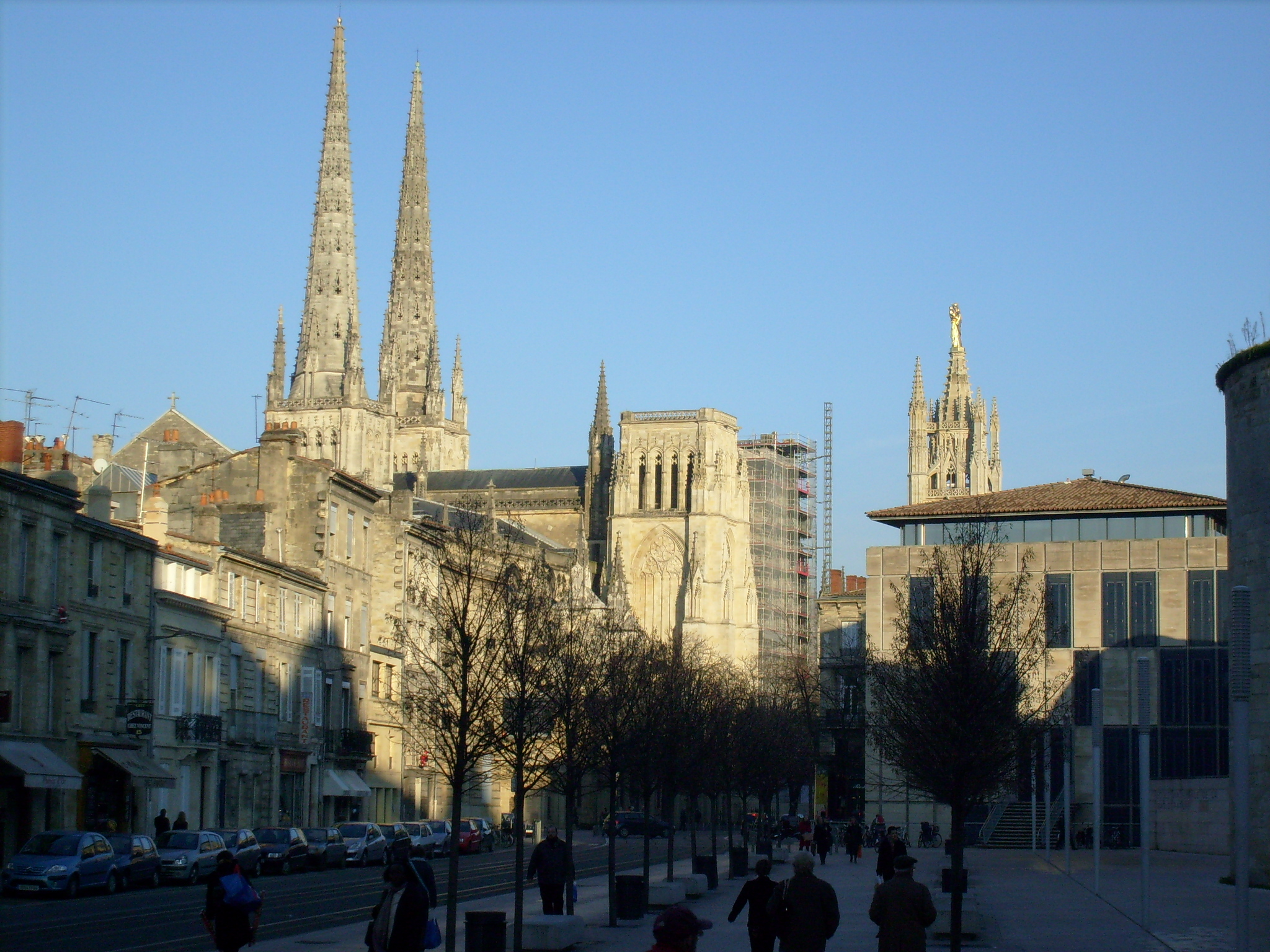
Catedral de Bordeus, lloc d'enterrament de Simó Stock

## Culte
El 16 de juliol de 1251, a Cambridge, havia tingut la visió de la Mare de Déu revelant-li el privilegi de l'escapulari carmelita: qui el portés en morir seria alliberat de les penes del purgatori el dissabte següent a la seva mort. Per commemorar aquest fet, s'instituí la festa de la Mare de Déu del Carme, que es fixà el 16 de juliol.
Morí en 1265, amb cent anys, durant una visita al convent carmelita de Bordeus. Va ser enterrat a la Catedral de Bordeus, on es conserva. El 1951, el crani va ser donat al priorat d'Aylesford, on es preserva en un reliquiari.